# ジャスティン・タッカー
ジャスティン・タッカー（Justin Tucker 1989年11月21日- ）はテキサス州ヒューストン出身のアメリカンフットボール選手。ポジションはプレースキッカー。現在、NFLの最長フィールドゴール記録の保持者である。

## 経歴

### プロ入り前
テキサス大学では2011年、ビッグ12カンファレンスのセカンドチームに選ばれた。

### ボルチモア・レイブンズ
2012年のNFLドラフトで指名されなかったが、5月29日にドラフト外フリーエージェントでボルチモア・レイブンズに指名されて入団し、前年までのレギュラー、ビリー・カンディフとレギュラーの座を争った。プレシーズンゲームで正確なキックを見せた彼はポジション争いに勝ち、8月26日、カンディフは解雇された。
2012年第1週、第2週合わせて3本の50ヤード以上のFGを含む、6本すべてを成功、第2週のフィラデルフィア・イーグルス戦ではチームタイ記録となる56ヤードのFGを成功させた。第3週のニューイングランド・ペイトリオッツ戦では、27ヤードの決勝FGを成功させてチームは勝利した。なおポールの真上、わずかに外側を通過したようにも見えるこのキックの成功という判定に対して、ビル・ベリチックペイトリオッツヘッドコーチは代替審判に掴みかかった。第5週のカンザスシティ・チーフス戦では3本のFGを成功、9-6での勝利に貢献した。
この年チームは地区優勝を果たしプレーオフに進出した。デンバー・ブロンコスとのディビジョナルラウンドではオーバータイムで決勝FGを決めMile High Miracleと呼ばれる逆転勝利を演出した。第47回スーパーボウルではエクストラポイント4回とFG2回を決めてチームのスーパーボウル制覇に貢献した。
2013年、第10週のシンシナティ・ベンガルズ戦ではオーバータイムに46ヤードのサヨナラFGを決めて、初の週間MVPに選ばれた。第12週のニューヨーク・ジェッツ戦では、4本のFGを成功させ、AFCの週間MVPスペシャルチーム部門に選ばれた。さらに11月中、50ヤード以上のFG3本を含む、全9本のFGを成功させ、レイブンズの77得点中33得点をあげる活躍を見せた彼は、11月の月間MVPスペシャルチーム部門にも選ばれた。第15週、デトロイト・ライオンズとのマンデーナイトフットボールで、残り38秒での61ヤードの逆転FGを成功させた。この試合で彼は6本のFGを成功させ、レイブンズの全18得点をたたき出した。この年、プロボウルに選出された。
2016年、第3週のジャクソンビル・ジャガーズ戦にて終了間際に決勝FGを決め19-17で勝利に貢献した。第12週のシンシナティ・ベンガルズ戦では50ヤード超えのFGを3本決めた。
2018年、スペシャルチーム部門にて9月の月間MVPに選出された。しかし10月21日のニューオーリンズ・セインツ戦ではキャリア初となるPATのキックを失敗し、連続成功記録が222で止まった。
2019年、開幕前に新たに4年の契約延長を結んだ。

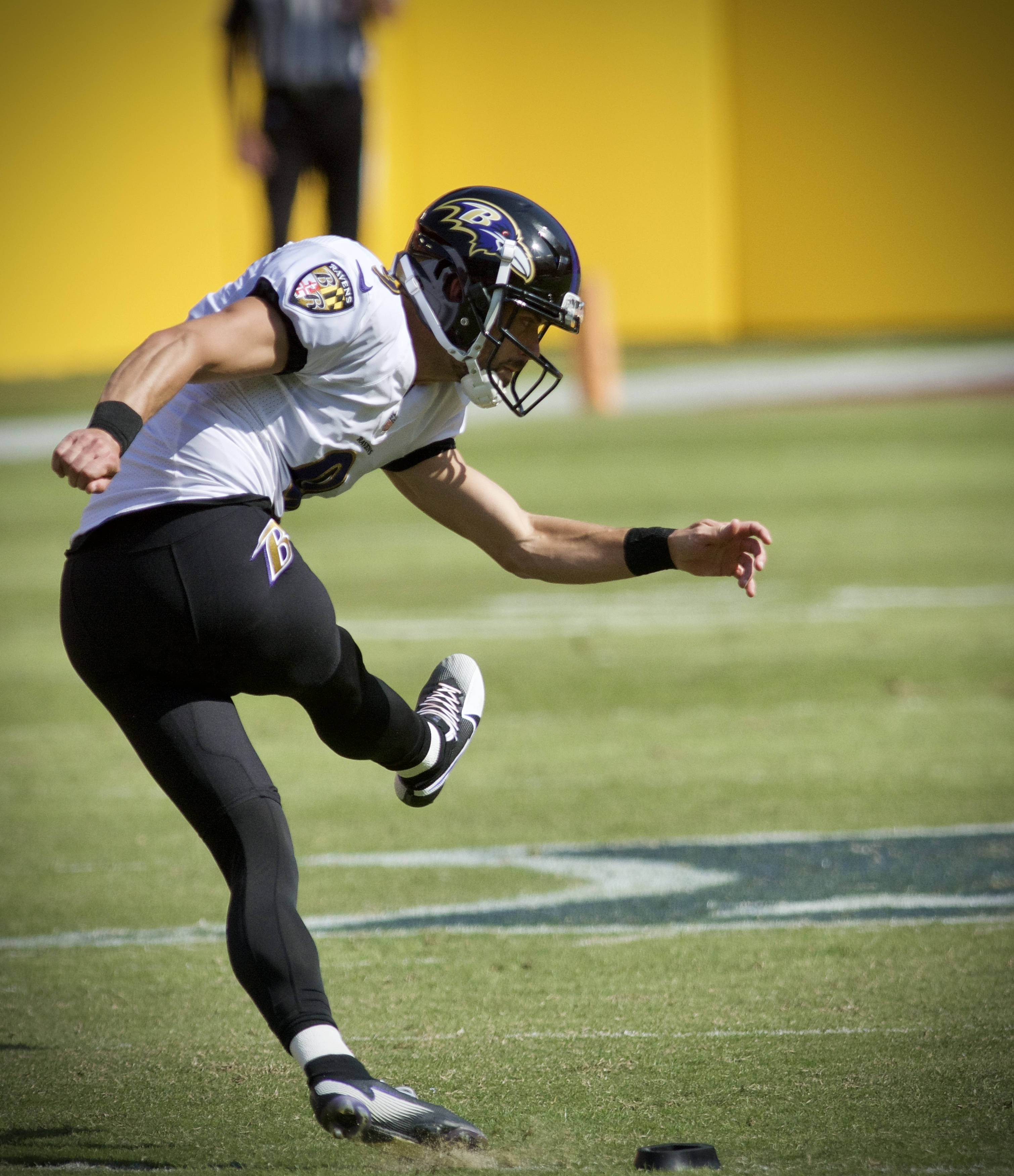
2020年シーズンのタッカー

2021年、第3週のデトロイト・ライオンズ戦では残り3秒でNFL新記録となる66ヤードのフィールドゴールを決めて、チームを逆転勝利に導いた。また通算5度目となるプロボウルに選出された。

### 放出
2025年シーズン前、マッサージセラピー中の不適切行為でNFLの調査を受け、レイブンズにリリースされた。
所属チームが決まらないまま、2025年シーズンの最初の10試合の出場を禁止された。